# Acantharctia aurivillii
Acantharctia aurivillii är en fjärilsart som beskrevs av Max Bartel 1903. Acantharctia aurivillii ingår i släktet Acantharctia och familjen björnspinnare. Inga underarter finns listade i Catalogue of Life.